# Cholito en los Andes mágicos
Cholito en los Andes mágicos es un cuento infantil publicado por el escritor ancashino Óscar Colchado. En 1985 la obra ganó el Premio Nacional de Literatura Infantil y Juvenil. En 1986 se publicó por primera vez en Lima por la editorial Ediciones Sagsa.
Es el segundo libro de la saga Las aventuras de Cholito. La obra ha sido reeditada varias veces por editoriales como Lanzón Editores (2002), Alfaguara (2004) y Santillana (2014).
La obra ha sido adaptada al teatro de títeres por María Laura Vélez y Martín Molina, del grupo Tárbol Teatro de Títeres.

## Argumento
La obra narra una aventura del niño protagonista Cholito, quien se enfrenta a diversos obstáculos representados por tareas y seres mitológicos andinos como el Ichic Ollco, la bruja Achiké, la Aya Uma, la Wayra Warmi, el Supay, el gigante Canlin, entre otros. Gracias a su coraje y valentía, junto a la ayuda de seres benévolos, logra regresar a su morada donde lo esperan su familia y su venadito Lucero.

## Recepción
En la comunidad virtual de lectores Goodreads, ha obtenido una puntuación de 4,05 sobre 5 basada en 43 evaluaciones.